# Distrito electoral local 11 de Morelos
El XI Distrito electoral local de Morelos es uno de los 12 distritos electorales locales del estado de Morelos para la elección de diputados locales. Su cabecera es el municipio de Jojutla.

## Historia

### Jojutla como cabecera distrital

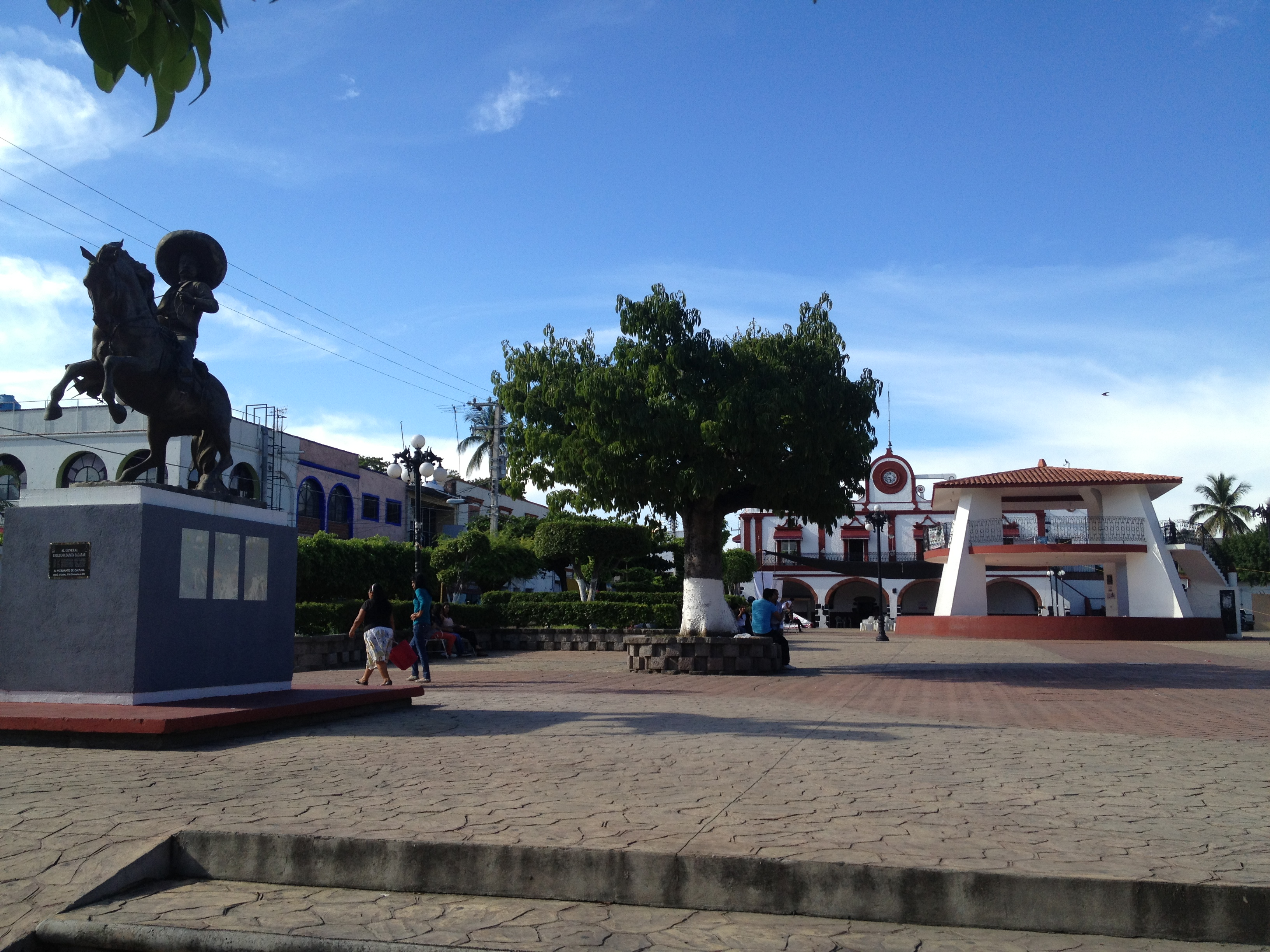
Jojutla sede del consejo distrital.

De 1869 a 1878 Jojutla no era cabecera distrital. De 1878 a 1880 y de 1884 a 1912 existieron nueve distritos del Congreso del Estado de Morelos, siendo Jojutla el IX Distrito. De 1912 a 1913 existieron once distritos siendo Jojutla el X Distrito. De 1930 a 1976 existieron siete distritos siendo Jojutla el IV Distrito. De 1976 a 1979 existieron nueve distritos siendo Jojutla el V Distrito. De 1979 a 1982 existieron doce distritos siendo Jojutla el VI Distrito. De 1982 a 1994 existieron doce distritos siendo Jojutla el VII Distrito. De 1994 a 1997 existieron quince distritos siendo Jojutla el IX Distrito. De 1997 a 2018 existieron dieciocho distritos siendo Jojutla el XI Distrito.
El 29 de agosto de 2017 el Consejo General del Instituto Nacional Electoral (INE) aprobó los distritos electorales uninominales locales y sus respectivas cabeceras distritales de Morelos, que entraron en vigor para las elecciones estatales de Morelos de 2018.

## Distritaciones anteriores

### Distritación 2017 - 2023
Desde el proceso de distritación de 2017 hasta el proceso de distritación de 2023, el Distrito XI Local estuvo formado por los municipios de Axochiapan, Jojutla, Tepalcingo, Tlaquiltenango.

## Demarcación territorial
Este distrito está integrado por un total de cuatro municipios, que son los siguientes:
- Axochiapan, integrado por 20 secciones electorales.
- Jojutla, integrado por 36 secciones electorales.
- Tepalcingo, integrado por 16 secciones electorales.
- Tlaquiltenango, integrado por 26 secciones electorales.

## Diputados por el distrito
- LIV Legislatura (2018-2021)
  - Alfonso de Jesús Sotelo Martínez (PES).[4]
- LV Legislatura (2021-2024)
  - Arturo Pérez Flores (MORENA).[5]